# Бруно Пелліццарі
Бруно Пелліццарі (італ. Bruno Pellizzari, 5 листопада 1907 — 22 грудня 1991) — італійський велогонщик.
Бронзовий призер Олімпійських Ігор 1932 року в індивідуальному спринті.